# والتر اولمان
والتر اولمان (به انگلیسی: Walter Ullmann) FBA (زادهٔ ۲۹ نوامبر ۱۹۱۰ – درگذشتهٔ ۱۸ ژانویه ۱۹۸۳)
دانشمند اتریشی-یهودی بود که در دهه ۱۹۳۰ اتریش را ترک کرد و در بریتانیا ساکن شد و در آنجا شهروندی این کشور را دریافت کرد. 
او یک متخصص برجسته در زمینه اندیشه سیاسی قرون وسطی و به‌ویژه نظریه حقوقی بود، حوزه‌ای که در آن آثار پرشماری منتشر کرد.